# Kanton Saint-Paterne
Der Kanton Saint-Paterne war von 1790 bis 2015 ein französischer Wahlkreis im Arrondissement Mamers, im Département Sarthe und in der Region Pays de la Loire; sein Hauptort war Saint-Paterne.

## Geografie
Der Kanton Saint-Paterne lag im Mittel 165 Meter über Normalnull, zwischen 73 Meter in Fyé und 242 Meter in Ancinnes. Der Kanton lag im Norden des Départements Sarthe an der Grenze zum Département Orne. Er grenzte im Norden an dieses Département, im Osten an die Kantone La Fresnaye-sur-Chédouet und Mamers, im Süden an die Kantone Marolles-les-Braults und Beaumont-sur-Sarthe und im Westen an den Kanton Fresnay-sur-Sarthe.

## Gemeinden
Der Kanton Saint-Paterne bestand aus 17 Gemeinden:
| Gemeinde              | Einwohner Jahr | Fläche km² | Bevölkerungsdichte | Code INSEE | Postleitzahl |
| --------------------- | -------------- | ---------- | ------------------ | ---------- | ------------ |
| Ancinnes              | 959 (2013)     | 27,21      | 35 Einw./km²       | 72005      | 72610        |
| Arçonnay              | 1.851 (2013)   | 7,85       | 236 Einw./km²      | 72006      | 72610        |
| Bérus                 | 450 (2013)     | 6,73       | 67 Einw./km²       | 72034      | 72610        |
| Béthon                | 337 (2013)     | 3,85       | 88 Einw./km²       | 72036      | 72610        |
| Bourg-le-Roi          | 314 (2013)     | 0,36       | 872 Einw./km²      | 72043      | 72610        |
| Champfleur            | 1.400 (2013)   | 13,14      | 107 Einw./km²      | 72056      | 72610        |
| Chérisay              | 316 (2013)     | 7,99       | 40 Einw./km²       | 72079      | 72610        |
| Le Chevain            | 606 (2013)     | 5,7        | 106 Einw./km²      | 72082      | 72610        |
| Fyé                   | 1.001 (2013)   | 16,31      | 61 Einw./km²       | 72139      | 72610        |
| Gesnes-le-Gandelin    | 968 (2013)     | 12,88      | 75 Einw./km²       | 72141      | 72130        |
| Grandchamp            | 159 (2013)     | 5,38       | 30 Einw./km²       | 72142      | 72610        |
| Livet-en-Saosnois     | 71 (2013)      | 1,6        | 44 Einw./km²       | 72164      | 72610        |
| Moulins-le-Carbonnel  | 711 (2013)     | 16,31      | 44 Einw./km²       | 72212      | 72130        |
| Oisseau-le-Petit      | 695 (2013)     | 8,6        | 81 Einw./km²       | 72225      | 72610        |
| Rouessé-Fontaine      | 278 (2013)     | 12,48      | 22 Einw./km²       | 72254      | 72610        |
| Saint-Paterne         | 1.574 (2013)   | 7,23       | 218 Einw./km²      | 72308      | 72610        |
| Thoiré-sous-Contensor | 95 (2013)      | 5,99       | 16 Einw./km²       | 72355      | 72610        |

## Bevölkerungsentwicklung
| 1962 | 1968 | 1975 | 1982 | 1990   | 1999   | 2006   |
| ---- | ---- | ---- | ---- | ------ | ------ | ------ |
| 6750 | 6849 | 7798 | 9777 | 10.445 | 10.778 | 11.579 |